# زابوزا موموشي
زابوزا موموشي (باليابانية: 桃地再不斬) هو شخصية وهمية في المانغا ناروتو.
زابوزا هو عضوٌ سابق في انبو للقرية كري وعضوٌ جديد في سيافو الضباب. وهو نيجا هارب بعد محاولة انقلاب فاشلة ضد الميزوجاكي الرابع، كان يعمل لدى رجل العصابات «غاتو»، حيث أمَرهُ أن يقتل «السيد تازونا» بنّاء الجسور حينما كان في كونوها وقد عُيِّنَ فريق كاكاشي أن يحمي السيد تازونا من محاولة اغتياله، حيث يُعتبر زابوزا كأول خصمٍ كبير لناروتو. 
يعمل زابوزا مع شابٍ يتيمٍ يتمتّع بقدراتٍ وِراثية خاصة اسمه هاكو.
واشتُهِرَ زابوزا لكونه قاسي القلب مع أعدائه ولاسيّما بعد أن ذبح كل جينين مما أكسبه لقب «الشيطان زابوزا». 

## تقنيات

سيف زابوزا

في القتال، يستخدم زابوزا بشكل رئيسي تقنية المياه (سويتون) وتقنيات تيجوتسو جنبا إلى جنب مع تقنيات كين جوتسو (يحارب بالسيف ضخم، هو واحد من سبعة السيوف المقدسة لقرية كوبيكيري بوشو وتعني القاطع الشيطاني). كما أنه يستخدم تقنيات تسبب الضباب الكثيف، حتى في المجال مفتوح، مما أكسبه لقب «شيطان الضباب.»
- النينبو - التمويه في الضباب (  霧隠れの術, كيري جاكورو نو جوتسو): -رتبة D                                                       هي تقنية زابوزا الذي يصبح غير مرئي إلى كل إنسان من خلال خلق ضباب كثيف. حيث عين البياكوغان والشرينغان لن تنفع.
- استنساخ مائي (水分身の術, ميزو بونشين نو جوتسو): - رتبة C                                                                       الأسلوب الذي يخلق نسخة متشكلة من الماء. لديها واحد على عشرة من قوة الأصلية ولا يمكن أن تتحرك بعيدا بعيدا جدا.
- تقنية السجن المائي ( 水牢の術, سوير نو جوتسو) - رتبة C     تقنية تستخدم لتسميم الخصم في سجن المياه القاذفة (الذي قد يكون استنساخ مائي) يجب أن تبقى على اتصال مع السجن للحفاظ عليه.
- سويتون - تقنية التنين المائي ( 水遁・水龍弾の術. سويتون - سوريودان نو جوتيو ) - رتبة B                                            تقنية قوية يرسل تنين عملاق مصنوع من المياه على الخصم.
- سويتون - حاجز المياه ( 水遁・水陣壁, سويتون - سويجين هكي) - رتبة A                                                                       تقنية التي يقوم بيتجمع الماء إلى الوراء على خصمه عن طريق خلق موجة ضخمة.

## قائمة المراجع
- (ja) Masashi Kishimoto, NARUTO - Hiden Rin no Sho (NARUTO―ナルト―［秘伝・臨の書］ NARUTO - Hiden Rin no Sho?): Characters Official Data Book (キャラクターオフィシャルデータBOOK Characters Official Data Book?), Tōkyō, Shūeisha, coll. « Jump Comics (ジャンプコミックス, Janpu Comikkusu?) / Naruto »,‎ 4 juillet 2002, 272 p., shinsho (新書 shinsho?) / Tankōbon / 175x115mm (ISBN 4-08-873288-X et 978-4-08-873288-6, présentation en ligne)
- Masashi Kishimoto (trad. Sylvain Chollet), Naruto tome 2 : Un client embarrassant, Kana, coll. « Shonen Kana / Naruto », 13 avril 2002, 208 p., Tankōbon / 115x175mm (ISBN 2-87129-417-8 et 978-2-87129-417-7, présentation en ligne)
- Masashi Kishimoto (trad. Sylvain Chollet), Naruto tome 4 : Le pont des héros ?, Kana, coll. « Shonen Kana / Naruto », 19 octobre 2002, 192 p., Tankōbon / 115x175mm (ISBN 2-87129-441-0 et 978-2-87129-441-2, présentation en ligne)